# روز باسيلي غرين
روز باسيلي غرين (بالإنجليزية: Rose Basile Green)‏ (19 ديسمبر 1914، نيو روتشيل في الولايات المتحدة - 30 أبريل 2003 في الولايات المتحدة)؛ كاتِبة وشاعرة أمريكية.